# Walter Murch
Walter Murch est un monteur, scénariste et réalisateur américain né le 12 juillet 1943 à New York, New York (États-Unis).

## Biographie
Walter Murch étudie au Collegiate School, une école préparatoire privée, de 1949 à 1961. Puis il poursuit ses études à l'université Johns-Hopkins jusqu'en 1965, y compris une année scolaire à la Sorbonne 1963-1964. À Johns Hopkins, il fait la rencontre du futur réalisateur/scénariste Matthew Robbins et du futur directeur de la photographie Caleb Deschanel. En 1965, Murch et Robbins s'inscrivent au programme de cinéma de l'université du Sud de la Californie et incitent Caleb Deschanel à les suivre. C'est là que tous trois feront la connaissance d'autres étudiants tels que George Lucas, Hal Barwood, Willard Huyck, Don Glut et John Milius qui connaîtront chacun une belle carrière.
Murch commence sa carrière de monteur sur le film de Francis Ford Coppola, Les Gens de la pluie. Puis il travaille avec George Lucas sur THX 1138 et American Graffiti, et à nouveau avec Coppola sur Le Parrain. Toujours avec Coppola, il est nommé à l'Oscar du meilleur montage pour Conversation secrète (1974). La même année, il travaille également sur le mixage sonore du film Le Parrain 2.
En 1985, il réalise son unique film à ce jour, Oz, un monde extraordinaire, qu'il a coécrit avec Gill Dennis.
Contrairement à la plupart des monteurs contemporains, Murch aime travailler debout, à la manière d'un chirurgien ou d'un cuisinier. Au contraire, il s'allonge au sol pour écrire, considérant que le montage et l'écriture sont deux processus littéralement opposés.
En 2001, il écrit un livre consacré au montage, In The Blink of an Eye. Lui-même est le sujet principal du livre de Michael Ondaatje The Conversations en 2002, réunissant plusieurs conversations entre Ondaatje et Murch à la suite du travail de Murch sur le film Le Patient anglais tiré du roman éponyme d'Ondaatje.
En 2007, un documentaire intitulé Murch lui est consacré.

## Innovations et récompenses
En travaillant sur le montage de films, il eut fort à faire avec les imperfections des coupes sur la pellicule. Aussi, il inventa un adhésif spécial afin de rendre le collage plus discret grâce à des bandes étroites, mais fortement adhésives, d'une bande de polyester-silicone. Il nomma son invention « In-vis-o ».
En 1979, il obtient l'Oscar du meilleur mixage de son pour Apocalypse Now (avec Mark Berger, Richard Beggs et Nat Boxer), film pour lequel son nom est également proposé pour l'Oscar du meilleur montage. Avec ses collègues, il imagine le système audio 5.1 permettant d'améliorer l'immersion du spectateur dans le film. Apocalypse Now est le premier film en son multi-canaux ayant été mixé sur une table de mixage numérique.
En 1996, il travaille sur le film d'Anthony Minghella, Le Patient anglais, tiré du roman éponyme de Michael Ondaatje. Il remporte à nouveau l'Oscar du meilleur mixage de son, mais aussi l'Oscar du meilleur montage, le premier Oscar décerné pour un film monté numériquement (grâce au système Avid). Il reste la seule personne à avoir remporté ces deux Oscars.
En 2003, il monte un autre film d'Anthony Minghella, Retour à Cold Mountain, en utilisant le logiciel d'Apple généralement réservé à la télévision Final Cut Pro sur quatre stations de montage. Cela contraste avec les onéreux systèmes Avid habituellement utilisés pour le montage non linéaire de films à gros budget. Il est à nouveau proposé pour l'Oscar du meilleur montage. Son travail sur ce film est décrit dans le livre de Charles Koppelman Behind the Seen (2004).
En 2012 , il monte le film Hemingway & Gellhorn de Philip Kaufman qui mélange des prises de vues classiques avec des archives cinématographiques en noir et blanc et en sépia de la guerre civile espagnole de 1936. Ce type de mélange avait déjà eu lieu sur un autre film dont il avait assuré le montage, L'insoutenable légèreté de l'être en 1988, du même réalisateur, où étaient incluses des archives cinématographiques du printemps de Prague de 1968.
De plus, il a participé au développement d'une méthode appelée "Effet invisible" ou "nesting system", mise au point techniquement par Chris Morley,  dans les studios Tippett de San Francisco. Ce procédé permet de faire interagir des acteurs dans des films d'archive tournés en sépia ou en noir et blanc. Utilisé pour la première fois dans le film Hemingway & Gellhorn , le résultat final fait apparaitre dans une scène surréaliste, Nicole Kidman dialoguant avec Eleanor Roosevelt et Clive Owen interagissant avec le président Franklin Delano Roosevelt. 
En 2013, il lui sera décerné un American Cinema Editors Awards pour le Meilleur montage d'une Mini série ou film.              
Il est probablement le seul monteur dont le nom ait été proposé à l'Oscar du meilleur montage pour 4 films montés grâce à 4 systèmes différents :
- Julia (1977) sur une simple Moviola ;
- Apocalypse Now (1979), Ghost (1990) et Le Parrain 3 (1990) sur un KEM Flatbed ;
- Le Patient anglais (1996) sur une station Avid ;
- Cold Mountain (2003) avec le logiciel Final Cut Pro.

## Filmographie

### Comme monteur
- 1971 : THX 1138 de George Lucas (montage sonore)

- 1974 : Conversation secrète (The Conversation) de Francis Ford Coppola
- 1977 : Julia de Fred Zinnemann
- 1979 : Apocalypse Now de Francis Ford Coppola
- 1986 : Captain EO de Francis Ford Coppola
- 1988 : L'Insoutenable Légèreté de l'être (The Unbearable Lightness of Being) de Philip Kaufman
- 1989 : Call from Space de Richard Fleischer
- 1990 : Ghost de Jerry Zucker
- 1990 : Le Parrain 3 (The Godfather: Part III) de Francis Ford Coppola
- 1992 : The Godfather Trilogy: 1901-1980 (vidéo)
- 1993 : House of Cards
- 1993 : Romeo Is Bleeding
- 1994 : Les Complices (I Love Trouble) de Charles Shyer
- 1995 : Lancelot, le premier chevalier de Jerry Zucker (First Knight)
- 1996 : Le Patient anglais (The English Patient) d'Anthony Minghella
- 1999 : Le Talentueux Mr. Ripley d'Anthony Minghella (The Talented Mr. Ripley)
- 2002 : K-19 : Le Piège des profondeurs (K-19: The Widowmaker) de Kathryn Bigelow
- 2003 : Retour à Cold Mountain d'Anthony Minghella (Cold Mountain)
- 2005 : Jarhead : La Fin de l'innocence (Jarhead) de Sam Mendes
- 2007 : L'Homme sans âge de Francis Ford Coppola (Youth Without Youth)
- 2009 : Tetro de Francis Ford Coppola
- 2010 : Wolfman de Joe Johnston (The wolfman)
- 2012 : Hemingway & Gellhorn, téléfilm de Philip Kaufman
- 2013 : La fièvre des particules de Mark Levinson (Particle Fever)
- 2015 : A la poursuite de demain de Brad Bird (Tomorrowland)
- 2017 : Coup 53 de Taghi Amirani

### Comme scénariste
- 1971 : THX 1138
- 1979 : L'Étalon noir (The Black Stallion)
- 1985 : Oz, un monde extraordinaire (Return to Oz)

### Comme réalisateur
- 1985 : Oz, un monde extraordinaire (Return to Oz)

## Distinctions

### Récompenses
- 1980 : Oscar du meilleur mixage de son pour Apocalypse Now
- 1997 : Oscar du meilleur montage et Oscar du meilleur mixage de son pour Le Patient anglais
- 2013 : American Cinema Editors Awards : Meilleur montage d'une mini-série ou téléfilm pour Hemingway & Gellhorn

### Nominations
- 1978 : Oscar du meilleur montage pour Julia
- 1980 : Oscar du meilleur montage pour Apocalypse Now
- 1991 : Oscar du meilleur montage pour Ghost
- 1991 : Oscar du meilleur montage pour Le Parrain 3
- 2004 : Oscar du meilleur montage pour Retour à Cold Mountain